# Yupanquia schiapelliae
Yupanquia schiapelliae is een spinnensoort in de taxonomische indeling van de nachtkaardespinnen (Amaurobiidae).
Het dier behoort tot het geslacht Yupanquia. De wetenschappelijke naam van de soort werd voor het eerst geldig gepubliceerd in 1967 door Pekka T. Lehtinen.